# Helictes erythrostoma
Helictes erythrostoma är en stekelart som först beskrevs av Gmelin 1790.  Helictes erythrostoma ingår i släktet Helictes och familjen brokparasitsteklar. Arten är reproducerande i Sverige. Inga underarter finns listade i Catalogue of Life.